# Ophiothrix pulchra
Ophiothrix pulchra är en ormstjärneart som först beskrevs av Hubert Lyman Clark 1938.  Ophiothrix pulchra ingår i släktet Ophiothrix och familjen Ophiothrichidae. Inga underarter finns listade i Catalogue of Life.